# Erkan Avcı
Erkan Avcı (Diyarbakır, 17 dicembre 1982) è un attore turco, noto per aver interpretato il ruolo di Korhan Korludağ nella serie Brave and Beautiful (Cesur ve Güzel).

## Biografia
Erkan Avcı è nato il 17 dicembre 1982 a Diyarbakır (Turchia), fin da piccolo ha coltivato la passione per la recitazione.

## Carriera
Erkan Avcı si è laureato in recitazione presso la Mimar Sinan University. Nel 2006 ha fatto la sua prima apparizione sul piccolo schermo con il ruolo di Hasan nella serie Köprü. L'anno successivo, nel 2007 ha interpretato il ruolo di Yunus nella serie Ayrılık. Nel 2007 e nel 2008 ha interpretato il ruolo di Gürhan nella serie Kurtlar Vadisi Pusu. Nel 2009 ha interpretato il ruolo di Cemal nella serie Acemi Müezzin.
Dal 2009 al 2012 ha interpretato il ruolo di Ethem Tekintaş nella serie Sakarya Fırat. Nel 2011 ha interpretato il ruolo di Ali nel film Can diretto da Raşit Çelikezer. Nello stesso anno ha interpretato il ruolo di Afar Şoför 2 nel film Gişe Memuru diretto da Tolga Karaçelik. Sempre nel 2011 ha interpretato il ruolo di Ahmet nel film Zenne diretto da Caner Alper e Mehmet Binay. Nel 2012 ha interpretato il ruolo di Selami nel film Uzun Hikâye diretto da Osman Sınav. Dal 2012 al 2015 ha interpretato il ruolo di Barut Necdet nella serie Karadayı.
Nel 2016 e nel 2017 è entrato a far parte del cast della serie Brave and Beautiful (Cesur ve Güzel), nel ruolo di Korhan Korludağ e dove ha recitato insieme ad attori come Kıvanç Tatlıtuğ e Tuba Büyüküstün.. Nel 2018 ha interpretato il ruolo di Fehim Paşa nella serie Payitaht: Abdülhamid. Nello stesso anno ha interpretato il ruolo di Çeto nella serie Çukur.
Nel 2019 e nel 2020 ha interpretato il ruolo di Zafer nella serie Şampiyon. Dal 2020 al 2022 ha interpretato il ruolo di Aya Nikola nella serie Kuruluş Osman.

## Filmografia

### Cinema
- Can, regia di Raşit Çelikezer (2011)
- Gişe Memuru, regia di Tolga Karaçelik (2011)
- Zenne, regia di Caner Alper & Mehmet Binay (2011)
- Uzun Hikâye, regia di Osman Sınav (2012)
- Müslüm, regia di Ketche & Can Ulkay (2018)

### Televisione
- Köprü – serie TV, (2006)
- Ayrılık – serie TV, (2007)
- Kurtlar Vadisi Pusu – serie TV, (2007-2008)
- Acemi Müezzin – serie TV, (2009)
- Sakarya Fırat – serie TV, (2009-2012)
- Karadayı – serie TV (2012-2015)
- Brave and Beautiful (Cesur ve Güzel) – serial TV, 32 episodi (2016-2017)
- Payitaht: Abdülhamid – serie TV, (2018)
- Çukur – serie TV, (2018)
- Şampiyon – serie TV, (2019-2020)
- Kuruluş Osman – serie TV, (2020-2022)

## Doppiatori italiani
Nelle versioni in italiano dei suoi film e delle sue serie TV, Erkan Avcı è stato doppiato da:
- Patrizio Cigliano[19] in Brave and Beautiful[20]

## Riconoscimenti
- Antalya Golden Orange Film Festival
  - 2011: Vincitore come Miglior attore non protagonista per il film Zenne

- FilmOut San Diego
  - 2012: Vincitore come Miglior attore non protagonista per il film Zenne

- Sadri Alisik Theatre and Cinema Awards
  - 2012: Candidato come Miglior interpretazione di un attore in un film drammatico per Zenne